# This I Promise You
"This I Promise You" é uma música da boy band norte-americana NSYNC.  Foi lançada em setembro de 2000 como o terceiro single nos Estados Unidos e o quarto single na Europa de seu segundo álbum de estúdio, No Strings Attached (2000).
A canção foi composta pelo cantor pop Richard Marx , que mais tarde gravaria a música duas vezes, primeiro para o lançamento japonês de seu álbum Days in Avalon similar à versão do NSYNC, e novamente como uma canção de rock para a versão européia de seu álbum Stories to Tell. Marx usaria mais tarde a versão de Days in Avalon de "This I Promise You" para o álbum Now and Forever: The Ballads como um dueto com a cantora asiática Sabrina.
"This I Promise You" foi o quinto single do grupo a atingir o top dez nos EUA, alcançando o número cinco na Billboard Hot 100, no outono de 2000. Além disso, a música passou 13 semanas em primeiro lugar na parada da Billboard Adult Contemporary, tornando-se a primeira música do grupo a conseguir tal feito. O single teve menos sucesso internacionalmente, alcançando o número 21 no UK Singles Chart e não conseguiu chegar ao top 20 na Austrália.
A música está incluída em todos os três álbuns de compilação da banda: Greatest Hits (2005), The Collection (2010) e The Essential * NSYNC (2014).
Uma versão em espanhol da música, intitulada "Yo te Voy a Amar" foi gravada ao mesmo tempo e lançada em países de língua espanhola como México, Colômbia, Venezuela, Peru, Chile, Bolívia, Paraguai, Uruguai, Argentina, Equador. Guatemala, El Salvador, Honduras, Nicarágua, Costa Rica, Panamá, Cuba, República Dominicana e Espanha.

## Vídeo musical

Captura de ecrã do vídeo musical.

O vídeo, dirigido por Dave Meyers, mostra os membros do grupo vestidos com gola olímpica cantando nos Parques Estaduais e Nacionais de Redwood, com diferentes cenas de diferentes relações amorosas mostradas em bolhas flutuando ao redor da floresta.  Imagens do horizonte de São Francisco aparecem em intervalos diferentes e na mudança da chave, o vídeo muda para o grupo sentado em uma mesa de um restaurante ao ar livre ao longo do Embarcadero, com uma garotinha soprando bolhas ao redor.  O vídeo estreou no TRL em 27 de outubro de 2000.  MadTV parodeou o vídeo em 16 de dezembro de 2000, com "This We Promise You", zombando da imagem limpa do grupo.

## Lista de faixas
- Reino Unido

CD single
1. "This I Promise You" (Versão de Rádio) - 4:27
2. "It's Gonna Be Me" (Maurice Joshua Radio Remix) - 4:13
3. "I Thought She Knew - 3:22

Cassete
1. "This I Promise You" (Versão de Rádio) - 4:27
2. "This I Promise You"" (Hex Hector Radio Mix) 3:57
3. "I Thought She Knew" - 3:22

- Europa

CD1
1. "This I Promise You" (Versão do Álbum) - 4:43
2. "This I Promise You" (Hex Hector Radio Mix) 3:57

CD2
1. "This I Promise You" (Versão do Álbum) - 4:43
2. "I Thought She Knew" - 3:22

Remix de edição limitada única
1. "This I Promise You" (Versão do Álbum) - 4:43
2. "This I Promise You" (Hex Hector Club Mix) - 9:10
3. "This I Promise You" (Hex Hector Radio Mix) 3:57
4. "Yo te Voy a Amar" (somente em Espanha)

- América

Making the Tour bônus exclusivo
1. "This I Promise You" (Live Home Video Mix) 5:10

## Créditos
Gravação
- Gravado no Treehouse, North Hollywood, CA e Westlake Audio, Los Angeles, CA

Produção
- Richard Marx - compositor, produtor, arranjador
- David Cole - engenheiro de gravação, engenheiro de mixagem
- Adam Barber - gravação vocal
- César Ramírez - engenheiro assistente
- Ok Hee Kim - engenheiro assistente
- Toby Dearborn - engenheiro assistente
- Jeffrey CJ Vanston - programação de bateria e teclado
- Michael Thompson - guitarra
- Chaz Harper - masterização

## Desempenho nas tabelas musicais
| Chart (2000/2001)                             | Posição |
| --------------------------------------------- | ------- |
| Alemanha (German Singles Chart)               | 37      |
| Austrália (Australian Singles Chart)          | 42      |
| Bélgica (Ultratop 50)                         | 43      |
| Canadá (RPM)                                  | 8       |
| Escócia (Scottish Singles Chart)              | 24      |
| Espanha (Spanish Singles Chart)               | 7       |
| Estados Unidos (Billboard Hot 100)            | 5       |
| Estados Unidos (Billboard Adult Contemporary) | 1       |
| Estados Unidos (Billboard Adult Top 40)       | 27      |
| Estados Unidos (Billboard Hot Latin Songs)    | 34      |
| Estados Unidos (Billboard Hot Latin Airplay)  | 30      |
| Estados Unidos (Billboard Latin Pop Airplay)  | 16      |
| Estados Unidos (Billboard Mainstream Top 40)  | 4       |
| Estados Unidos (Billboard Rhythmic)           | 20      |
| Irlanda (IRMA)                                | 36      |
| Itália (Italian Singles Chart)                | 56      |
| Nova Zelândia (New Zealand Singles Chart)     | 32      |
| Países Baixos (Dutch Top 40)                  | 80      |
| Reino Unido (UK Singles Chart)                | 21      |
| Reino Unido (OCC UK Indie)                    | 7       |
| Suécia (Swedish Singles Chart)                | 12      |
| Suíça (Swiss Singles Chart)                   | 40      |